# Giorgio Pantano
Giorgio Pantano, (născut la data de 4 februarie 1979, în Padova, Italia) este un pilot de curse care a concurat în Campionatul Mondial de Formula 1 în sezonul 2004. În sezonul 2008, Giorgio a câștigat GP2 Series.

## Cariera în Formula 1
| Sezon | Echipă              | Puncte      | Loc clasament general |
| ----- | ------------------- | ----------- | --------------------- |
| 2002  | BMW WilliamsF1 Team | Pilot teste | -                     |
| 2004  | Jordan Ford         | 0           | -                     |

## Cariera în IndyCar
| Sezon | Echipă                   | Puncte | Loc clasament general |
| ----- | ------------------------ | ------ | --------------------- |
| 2005  | Chip Ganassi Racing      | 48     | 26                    |
| 2011  | Dreyer & Reinbold Racing | 37     | 34                    |
| 2012  | Chip Ganassi Racing      | 16     | 31                    |

1. ↑   http://www.giorgiopantano.it/html_theme/career.html Lipsește sau este vid: |title= (ajutor)